# Coupe de la Ligue (Senegal)
Der Senegalesische Ligapokal Coupe de la Ligue ist ein Pokalwettbewerb im senegalesischen Fußball. Er wurde 2009 erstmals ausgetragen. Organisiert wird der Wettbewerb von der Fédération Sénégalaise de Football.

## Sieger nach Jahr
| Jahr | Sieger                            | Ergebnis                          | Finalist                          |
| ---- | --------------------------------- | --------------------------------- | --------------------------------- |
| 2009 | AS Douanes                        | 2:0                               | Casa Sports                       |
| 2010 | Casa Sports                       | 2:1 n. V.                         | ASC Diaraf                        |
| 2011 | AS Pikine                         | 2:1                               | ASC Yakaar                        |
| 2012 | ASC Niarry Tally                  | 1:0                               | AS Pikine                         |
| 2013 | Casa Sports                       | 0:0 n. V. 3:1 n. E.               | US Gorée                          |
| 2014 | Guédiawaye FC                     | 1:0                               | Diambars FC                       |
| 2015 | AS Douanes                        | 3:1                               | AS Dakar Sacré-Cœur               |
| 2016 | Diambars FC                       | 3:2 n. V.                         | AS Dakar Sacré-Cœur               |
| 2017 | Stade de Mbour                    | 2:1 n. V.                         | US Ouakam                         |
| 2018 | Der Wettbewerb wurde abgebrochen. | Der Wettbewerb wurde abgebrochen. | Der Wettbewerb wurde abgebrochen. |
| 2019 | Diambars FC                       | 2:1                               | AS Génération Foot                |
| 2020 | Der Wettbewerb wurde abgebrochen. | Der Wettbewerb wurde abgebrochen. | Der Wettbewerb wurde abgebrochen. |
| 2021 | Der Wettbewerb wurde abgebrochen. | Der Wettbewerb wurde abgebrochen. | Der Wettbewerb wurde abgebrochen. |
| 2022 | Keine Austragung                  | Keine Austragung                  | Keine Austragung                  |

1. ↑  Es fand kein Endspiel statt. Das Spiel wurde 2:0 für AS Douanes gewertet